# Colin Teevan
Colin Teevan, né en 1968 à Dublin, est un dramaturge, auteur radiophonique, traducteur et universitaire irlandais.
Teevan a présenté ses premières dans les théâtres nationaux d'Irlande, d'Écosse et au Royal National Theatre de Londres, Il a régulièrement collaboré avec les réalisateurs Hideki Noda, Sir Peter Hall et les acteurs Greg Hicks, Clare Higgins et Kathryn Hunter.

## Source de la traduction
- (en) Cet article est partiellement ou en totalité issu de l’article de Wikipédia en anglais intitulé « Colin Teevan » (voir la liste des auteurs).